# Grub Smith
Michael „Grub“ Smith ist englischer Fernsehmoderator und Journalist.
Unter anderem arbeitete er für FHM, die BBC, Comedy Central, GQ und das Magazin Poker Player.

## Leben
Bekannt wurde Grub Smith in Deutschland als Gastgeber der Viva-Show travel sick. In der Sendung wurde er an verschiedene Orte oder Regionen dieser Erde geschickt, um dort fünf vorher festgelegte, meist nahezu unerfüllbare oder lustige Aufgaben zu erledigen. Für jede nicht erfolgreich getätigte Aufgabe wurde dem Journalisten eine Art Strafe auferlegt. In Deutschland gab es zum Beispiel die Aufgabe Besiege einen Deutschen im Elfmeterschießen was natürlich mit ihm als Engländer einen Hintergrund hat.
Die Fortsetzung Sin Citys, in der mehr die sexuellen Aspekte der Reiseziele in den Vordergrund gerückt werden, wartet in Deutschland noch auf die Veröffentlichung im Free-TV.
Des Weiteren werden auf den öffentlich-rechtlichen Sendern immer wieder BBC-Produktionen des Engländers ausgestrahlt.
Grub Smith absolvierte auf der Universität Cambridge die Studiengänge Anthropologie und Geschichte.

## Bücher
- Real Sex. HarperCollins Entertainment 2000
- Real Lover. HarperCollins Entertainment 2000